# Marathon van Dubai 2006
De marathon van Dubai 2006 vond plaats op vrijdag 17 februari 2006. Het was de zevende editie van het jaarlijks evenement. In tegenstelling tot voorgaande jaren werd het evenement gesponsord door Standard & Chartered.
De wedstrijd bij de mannen werd gewonnen door de Keniaan Joseph Ngeny, die met ruim een minuut voorsprong de Ethiopiër Giday Amha versloeg. Het evenement was eerst geplant voor vrijdag 6 januari 2006, maar moest vanwege het overlijden van Sheikh Maktoum bin Rashid Al Maktoum worden verplaatst.
In totaal finishten 264 marathonlopers de wedstrijd.

## Uitslagen

### Mannen
| rang   | naam                 | land | tijd    |
| ------ | -------------------- | ---- | ------- |
| Goud   | Joseph Ngeny         | KEN  | 2:13.02 |
| Zilver | Gidem Gebrekidan     | ETH  | 2:14.25 |
| Brons  | Elias Kemboi Chelimo | KEN  | 2:15.01 |
| 4      | Dawit Terefa         | ETH  | 2:15.07 |
| 5      | Julius Sugut         | KEN  | 2:15.34 |
| 6      | Ahmed Jaber          | QAT  | 2:16.36 |
| 7      | Henry Kipkosgei      | KEN  | 2:16.50 |
| 8      | Wilson Kemei         | KEN  | 2:16.54 |
| 9      | Fased Awerson        | ERI  | 2:17.34 |
| 10     | David Kirui          | KEN  | 2:19.55 |
| 11     | Tesfaye Bogale       | ETH  | 2:20.18 |
| 12     | Dereje Tadesse       | ETH  | 2:20.24 |
| 13     | Meshack Mutungu      | KEN  | 2:21.22 |
| 14     | Tezera Wolle         | ETH  | 2:22.20 |
| 15     | Mohamed Ndota        | TAN  | 2:25.32 |

### Vrouwen
| rang   | naam            | land | tijd    |
| ------ | --------------- | ---- | ------- |
| Goud   | Delillah Asiago | KEN  | 2:43.09 |
| Zilver | Shitaye Gemechu | ETH  | 2:45.34 |
| Brons  | Kenza Wahbi     | MAR  | 2:48.47 |
| 4      | Luminita Talpos | ROU  | 3:00.55 |
| 5      | Hirut Legesse   | ETH  | 3:04.45 |
| 6      | Deribe Hunde    | ETH  | 3:12.40 |

2000 ·
2001 ·
2002 ·
2003 ·
2004 ·
2005 ·
2006 ·
2007 ·
2008 ·
2009 ·
2010 ·
2011 ·
2012 ·
2013 · 
2014 · 
2015 ·
2016 ·
2017